# Nadburmistrz
Nadburmistrz (niem. Oberbürgermeister) – w Niemczech najwyższy urzędnik w mieście podzielonym na dzielnice, którymi rządzą burmistrzowie. Odpowiada polskiej funkcji prezydenta miasta.